# 弘法寺 (台北市)
弘法寺是臺灣臺北市西門町曾經存在的寺院。創建於日治時期明治卅二年（1899年），真言宗高野派之臺灣總本山。戰後廢寺，建築改由艋舺新興宮（今台北天后宮使用）。弘法寺的寺產問題在闞正宗〈戰後中佛會對日僧寺產的交涉與爭取〉一文中被認為是臺灣二次大戰後首起日僧寺產問題:360。

## 歷史

### 真言宗之台灣布教與弘法大師信仰
明治28年（1895年）真言宗「各派連合法務所」派遣椋本龍海來台，明治廿九年（1896年）4月，椋本龍海與小柴豐嶽被賦予台灣開教視察員再度來台，於艋舺黃氏家廟設立布教所。同年6月小山祐全以開教補助員抵台成為真言宗台灣布教的責任者，同時試行佈教:360。1897年椋本與小柴返日後，小山祐全成為真言宗台灣開教本部長代理。當時布教場設在艋舺黃氏家廟，且與真言宗，西本願寺派、淨土宗合設「明倫學校」教導日語:360。明治卅一年（1898年）5月，布教所移至臺北北門外的瞿公廟。次年（1899年）7月，在臺北新起橫街1丁目45番地新建布教場:360。明治卅八年（1905年）2月，臺北布教所主任高橋圓隆返日，由小山祐全接任。同年（1905年）11月增建佛殿落成，舉行遷佛式法會。明治四十一年（1908年）6月設新高野山弘法寺於相鄰之新起橫街1丁目2番地，寺地約613坪，明治43年（1910年）6月21日落成，經費來自信徒捐獻與本山高野山金剛峯寺撥款補助:360、361。

### 社會事業護國十全會
真言宗在臺灣布教，以宣揚佛教之社會有用性為布教之重點事業，1913年於弘法寺境內設立免費之宿泊所，強調行路病者之救護與風水害援助活動，後來逐漸發展成包含職業介紹與施療之護國十全會附屬寄宿舍及無料宿泊所。
椋本龍海更於彰化，以台灣人女子兒童為對象，設立日本語學校。

### 終戰後接收
二次大戰後，寺產由僧人吉川法城於民國卅五年（1946年）2月交給臺籍弟子陳宗坦（俗名陳火炎）管理:361。當時的寺產除了寺院本體之外，還有在西寧南路167、169號的「十善會」，為真言宗提供給失業者住宿使用的社會事業:361。陳宗坦接手後將弘法寺改為「慈光禪寺」，但後來臺北市政府教育局長黃啟瑞以陳宗坦管理不善為由，於民國37年（1948年）6月21日將之撤換:361。之後寺院本體被交給新管理員林味管理，並將建築給蘇穀保作為新興宮（台北天后宮）新址使用，而西寧南路167、169號的的建物改給商家使用:361。然而該事引起中國佛教會臺灣省分會不滿，並發出陳情信函:361。中國佛教會認為該寺是全省同胞捐資，不是日僧私產，黃啟瑞將該寺借與蘇穀保改作新興宮之行為是意欲毀滅該寺所信仰之正統佛教，而黃啟瑞則認為他是依照〈地方政府接收日人寺廟祠宇注意事項》之二及四之一條行事:361、362。又據說陳火炎曾就此事與臺灣省佛教分會聯絡，理事長德融法師向外散發「快郵電」傳單，遭黃啟瑞以「破壞名譽」為由提告，後來判決無罪:362。最後此事經行政訴訟判黃啟瑞勝訴，臺灣省佛教分會之後未有進一步的行動:362。學者闞正宗對此認為主要原因是中國佛教會尚未來臺，缺乏主力後盾之故:362。

## 關連項目
- 台北四國八十八所靈場
- 台灣佛教